# Ян Фіала
Ян Фіала (чеськ. Jan Fiala, нар. 19 травня 1956, Слатініце) — чехословацький футболіст, що грав на позиції захисника. Футболіст року у Чехословаччині (1982). По завершенні ігрової кар'єри — чеський тренер.
Виступав, зокрема, за «Дуклу» (Прага), а також національну збірну Чехословаччини, з якою став бронзовим призером чемпіонату Європи та учасником чемпіонату світу.

## Клубна кар'єра
У дорослому футболі дебютував 1975 року виступами за команду «Дукла» (Прага), в якій провів дванадцять сезонів. За цей час тричі став чемпіоном Чехословаччини (1977, 1979, 1982) і ще тричі вигравав володар Кубок Чехословаччини (1981, 1983, 1985). У 1982 році Фіала був визнаний футболістом року у Чехословаччині.
У 1987 році Фіала поїхав до Франції, де протягом сезону 1987/88 років захищав кольори вищолігового клубу «Гавр», а завершив професіональну ігрову кар'єру у команді «Бурж», за яку виступав протягом 1988—1991 років у другому та третьому дивізіоні країни.

## Виступи за збірну
9 листопада 1977 року дебютував в офіційних матчах у складі національної збірної Чехословаччини в товариській грі проти Угорщини (1:1).
У складі збірної був учасником чемпіонату Європи 1980 року в Італії, на якому команда здобула бронзові нагороди, але на поле на тому турнірі не виходив. Натомість вже за два роки на чемпіонаті світу 1982 року в Іспанії Фіала був основним гравцем і зіграв усі три матчі, але його команда не вийшла з групи.
Свій єдиний гол зав збірну Фіала забив 27 жовтня 1982 року в товариській грі проти Данії (3:1) у Копенгагені; в цій та 31 іншій зустрічі він був капітаном збірної. Загалом протягом кар'єри у національній команді, яка тривала 11 років, провів у її формі 58 матчів, забивши 1 гол.

## Кар'єра тренера
Розпочав тренерську кар'єру 1996 року, увійшовши до тренерського штабу клубу «Дукла» (Пршибрам).
В подальшому входив до тренерських штабів клубів «Вікторія» (Пльзень), «Тепліце» та «Яблонець».
Наразі останнім місцем тренерської роботи був клуб «Ксаверов», в якому Ян Фіала був одним з тренерів головної команди з 2004 по 2005 рік.

## Титули і досягнення
- Чемпіон Чехословаччини (3):

«Дукла» (Прага): 1976/77, 1978/79, 1981/82
- Володар Кубка Чехословаччини (3):

«Дукла» (Прага): 1980/81, 1982/83, 1984/85